# 山廈村

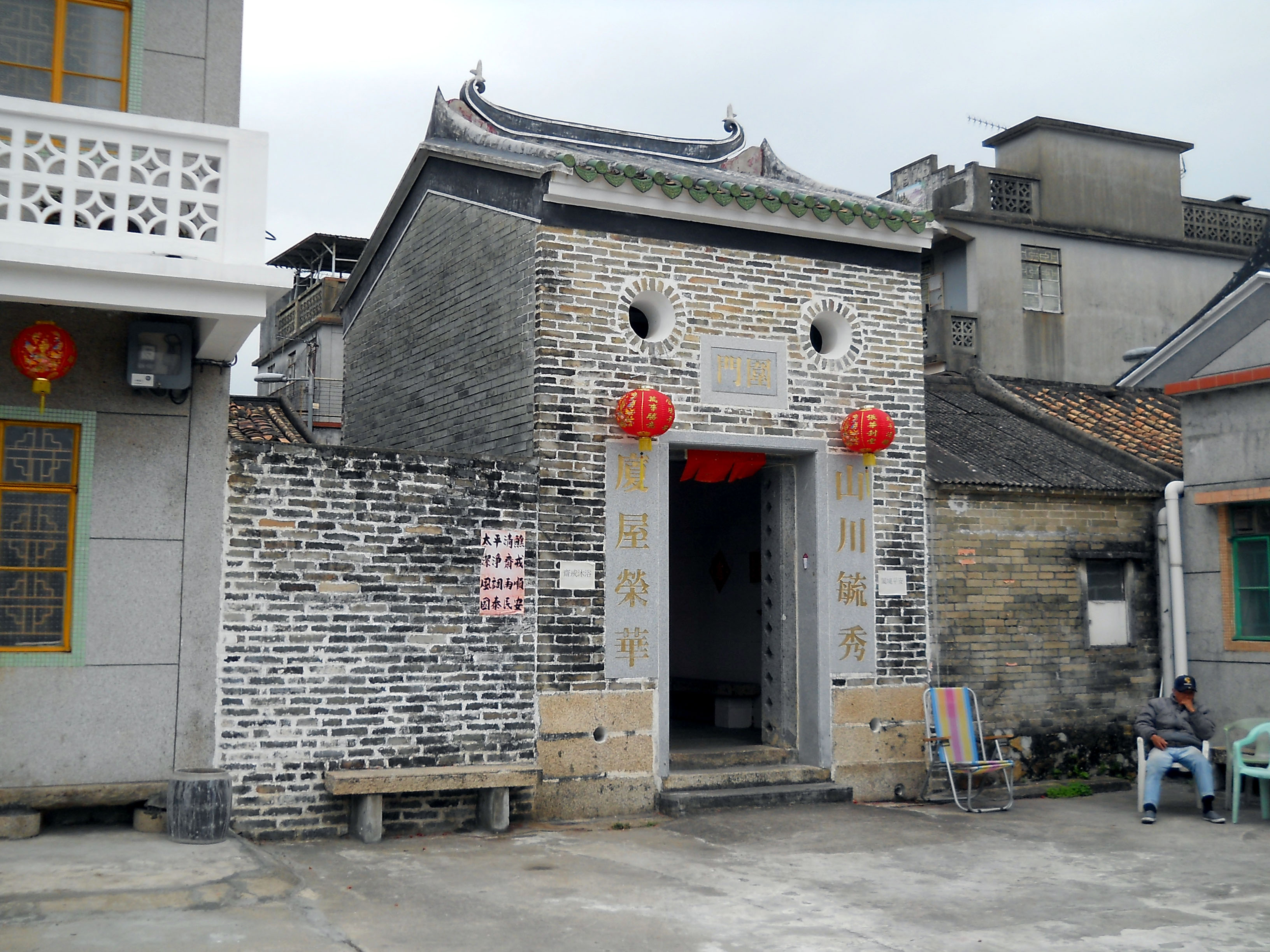
山廈村圍門

22°25′56″N 114°00′59″E / 22.432301°N 114.016279°E
山廈村（英語：Shan Ha Tsuen，或稱「山下村」）是香港一條位於元朗區屏山鄉的圍村，為張氏的圍村，人口約1500餘人。

## 歷史
山廈村張氏源於廣東東莞，並追溯至嶺南張氏始祖張九齡。山廈村開基祖張直臣（字祝平）是明代萬歷年間的八品官，於15世紀末因經營鹽業由東莞篁村遷到元朗橫洲。張祝平的孫兒再遷到八鄉七星崗並於清順治年間遷到山廈村現址立村。張氏第十一世祖有四房，有後人分別遷到順風圍、欖口村（張氏第十四世祖張君亨）和塘頭埔村（塘頭埔開村祖為張念德）。
1911年，山廈村有華人人口491人。1960年，有人口945人，共158戶。
山廈村是香港日佔時期的其中一個抗日基地，東江游擊隊曾受到村民保護和協助。1945年1月，逾百名日軍到山廈村掃蕩，游擊隊撤到山上躲避。日軍將山下村村民集合在元朗九巴車場（現今元朗廣場）查問無果，於是將包括村民張金福在內的8名村民押到憲兵部拷問，最終年僅20歲的張金福被虐待至死。1998年，香港政府首次舉行官方儀式紀念115位東江縱隊港九獨立大隊戰士成員，張金福位列其中。山廈村曾參加抗日游擊隊的村民包括：張福全、張貞吉、張榮樂、張木火、張耀樞、張九叔、張子爕、張渭賢、張金賢、張鑑池、張全福、張華炳、張廣祥、張松安、張金培、張叔乾、張聯貴、張惠炳、張康。

## 建築
- 山廈村圍門
- 張氏宗祠（華封堂）（香港法定古蹟）：建於1815年（嘉慶二十年），1999年重修。由張氏第廿二世祖張南一、張瑞一、張志廣及張耀晃主力籌建。大門外有一對對聯：「華民愛國體；封爵振家聲」。[8]
- 興寶書室（達教堂/義慶堂）（香港三級歷史建築）：建於1913年，屬張達教房（張氏第十四世祖張君存第三子）的家祠。[9]
- 達仁書室（樹德堂）（香港二級歷史建築）：建於1919年，屬張達仁房的家祠，由張君存後人所建。[10]
- 君悅書室（振業堂）：由張氏第十四世祖張君悅後人所建。
- 欲維堂
- 聚秀堂
- 山廈村329-332號（香港二級歷史建築）：建於1932年，由張氏第十四世祖張君存後人所建。[11]
- 農業園：建於1930年代，由張丁寶所建。[12]
- 公立華封學校：建於1958年，建築費用由山廈村、欖口村和政府三方分擔[13]，2006年結束辦學。

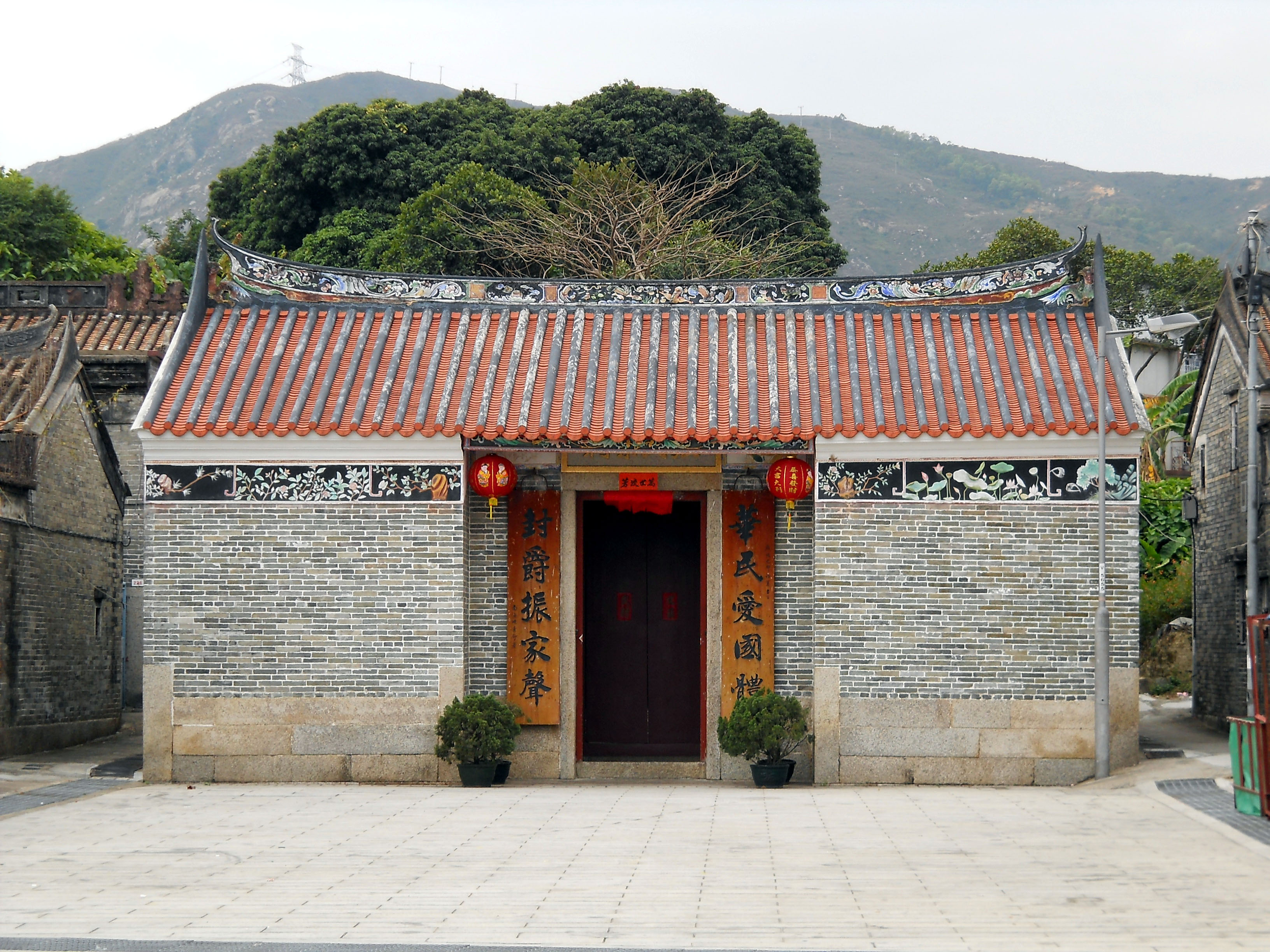
山廈村張氏宗祠

## 行政劃分
山廈村是屏山鄉鄉事委員會中37個鄉村代表之一。在選舉劃分上，該村被劃為屏山南選區。

## 習俗
山廈村每十年舉辦一屆的太平清醮，最近一次於2021年1月13日至17日舉行。每年農曆七月廿一日是禪師誕，山廈村、欖口村與附近村落的村民都會在公菴禪師寺舉行祭典。太平清醮亦會在公庵山上取聖水，山廈村神廳亦有供奉禪師祖的神位。每年元宵，山廈村村民登記每年添丁數目後會到公菴禪師寺點燈酬神。

## 軼聞
該村常被誤稱作「山下村」。據有研究香港習俗的人士指出，有關名稱並非正確寫法，皆因該村「山廈」二字實指「山頭多屋」（「廈」字有屋子之意），而非「山下有屋」。

## 外部連結
- 居民代表選舉山廈村（屏山）的劃定現有鄉村範圍（2019至2022年）（页面存档备份，存于）